# Etherwood
Edward Allen, meglio conosciuto con il nome d'arte Etherwood (Lincoln, ...), è un cantautore, disc jockey e musicista britannico.

## Biografia
La prima traccia rilasciata con lo pseudonimo Etherwood risale al novembre del 2011 ed è un remix di "Video Game" della cantante e modella statunitense Lana del Rey, in collaborazione con un altro dj britannico, Jakwob. Un anno dopo debutta nella compilation Sick Music 3 di Hospital Records con la traccia "Give It Up" e nel gennaio 2013 appare in Hospitality Drum & Bass 2013 con "Spoken". Etherwood inizia ad elaborare uno stile personale basato su linee di tastiera suggestive, voci armoniche e musicali e una batteria drum'n'bass più morbida di quella tipica del genere. Questi fattori che lo caratterizzano emergono poi in maniera evidente nel suo primo album omonimo uscito nel novembre 2013, che vede la partecipazione di artisti come Laurelle Robichaud, Georgia Yates, Rocky Nti, Nu:Tone e Hybrid Minds. Il suo primo progetto ufficiale, rilasciato sotto Med School Music (una divisione sperimentale di Hospital Records), riscuote un buon successo piazzandosi al 4º posto nella UK Dance Albums Chart e al 11° nella UK Independent Albums Chart.
Ha anche raggiunto la 4ª posizione nella classifica "Next Big Sound" stilata dal magazine Billboard, e nel 2013 ha vinto i premi "Best Newcomer DJ" e "Best Newcomer Producer" al "D&B Arena award". Nel 2014 collabora col duo Fred V & Grafix incidendo "Forest Fires", presente nel loro primo album Recognise. Nel 2015 Etherwood rilascia il suo secondo album Blue Leaves, il quale raggiunge il 3º posto nella UK Dance Albums Chart il 5° nella UK Independent Albums Chart e il 47° nella UK Albums Chart. Nel disco sono presenti collaborazioni con Logistics, S.P.Y., Eva Lazarus, LSB, Vinny Ferraro e Zara Kershaw. In un'intervista per UKF, ha rivelato che ha già iniziato a lavorare ad un terzo album e che sarà caratterizzato da più elementi live.

## Discografia

### Album in studio
- 2013 – Etherwood
- 2015 – Blue Leaves